# The Heart of Virginia Keep
The Heart of Virginia Keep è un cortometraggio muto del 1916 diretto da Richard Foster Baker.

## Produzione
Il film fu prodotto dalla Essanay Film Manufacturing Company.

## Distribuzione
Distribuito dalla General Film Company, il film - un cortometraggio in tre bobine - uscì nelle sale cinematografiche USA il 4 novembre 1916.